# Impatiens hochstetteri
Impatiens hochstetteri là một loài thực vật có hoa trong họ Bóng nước. Loài này được Warb. mô tả khoa học đầu tiên năm 1895.

## Hình ảnh

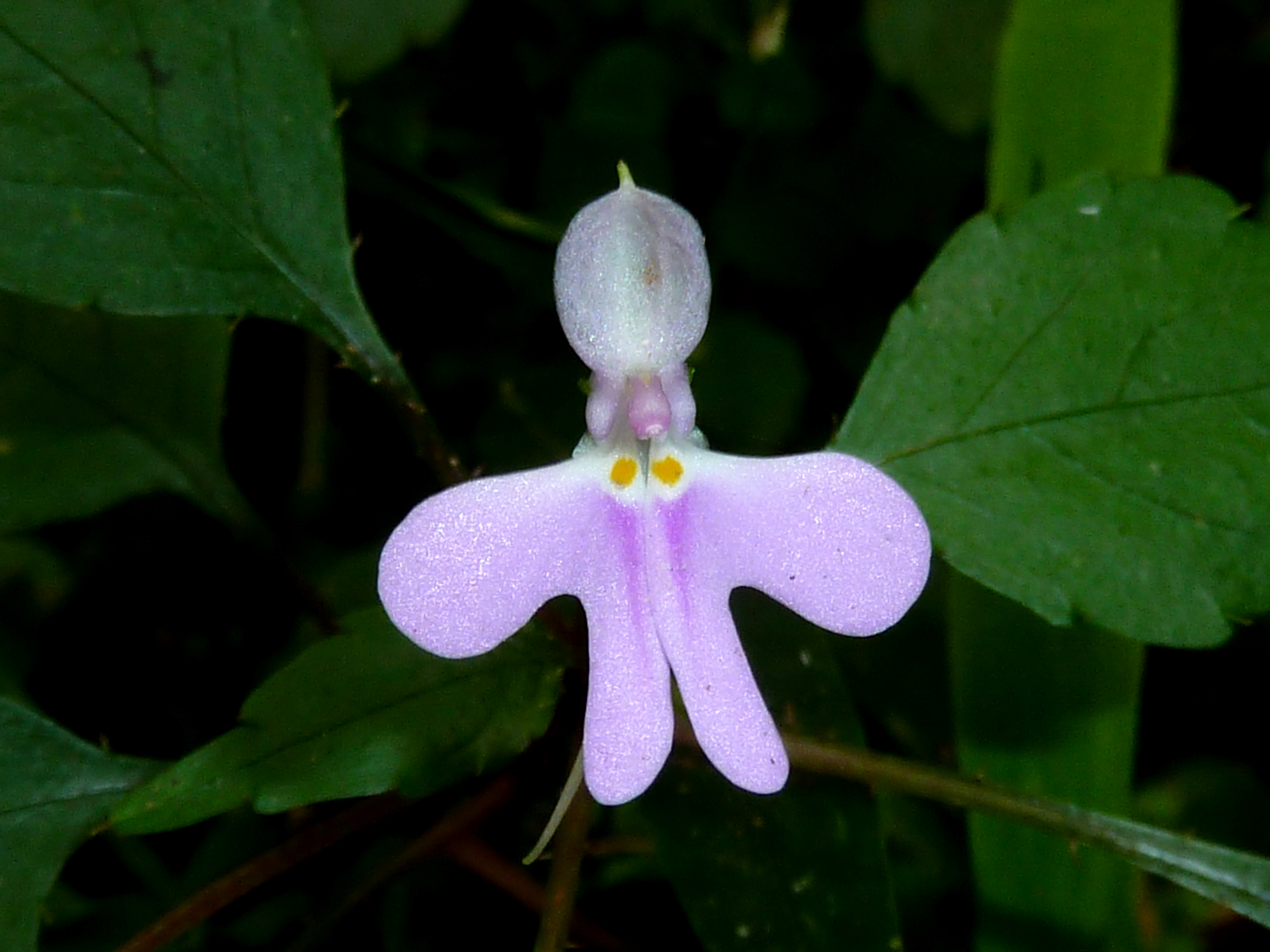
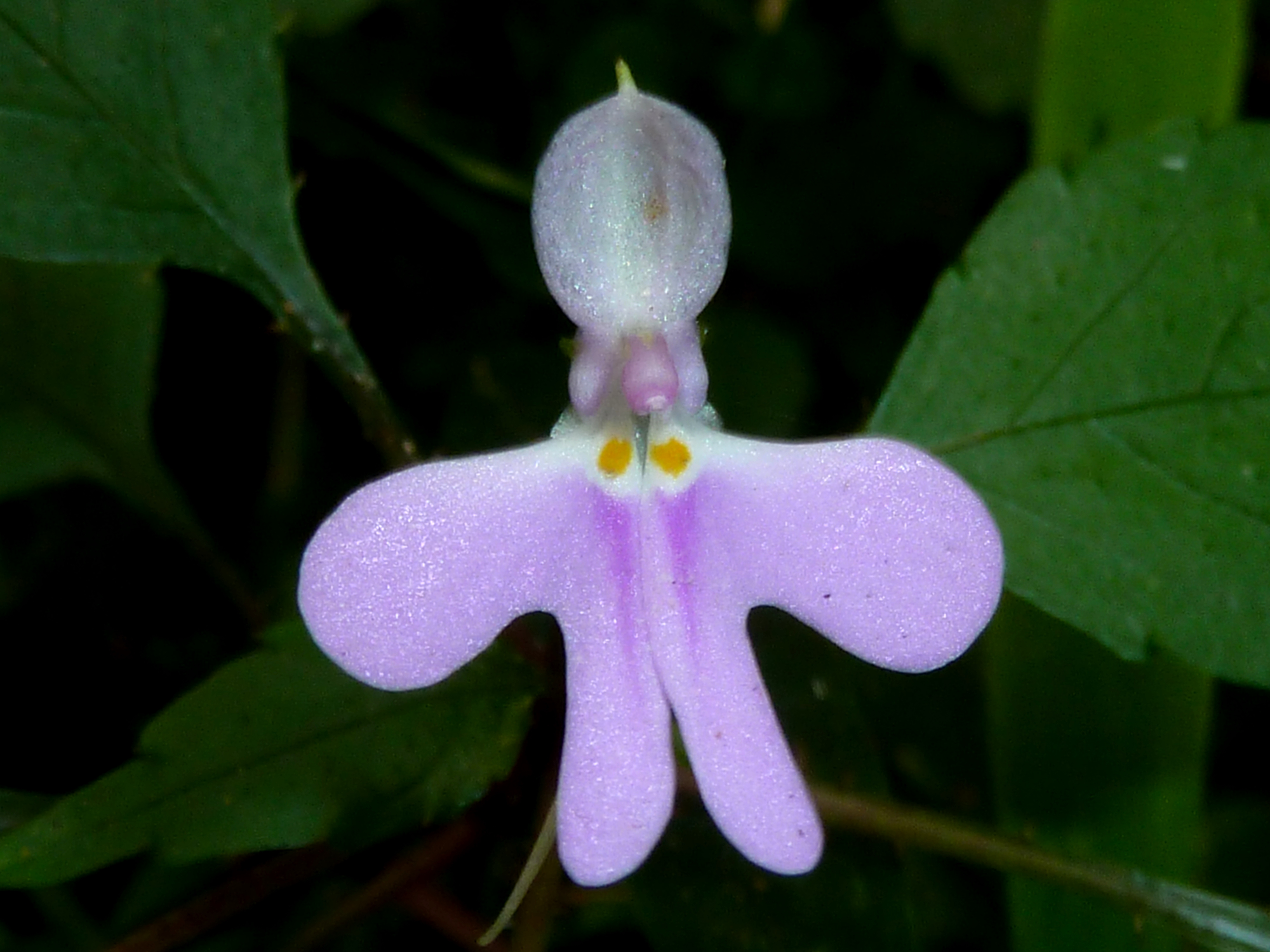
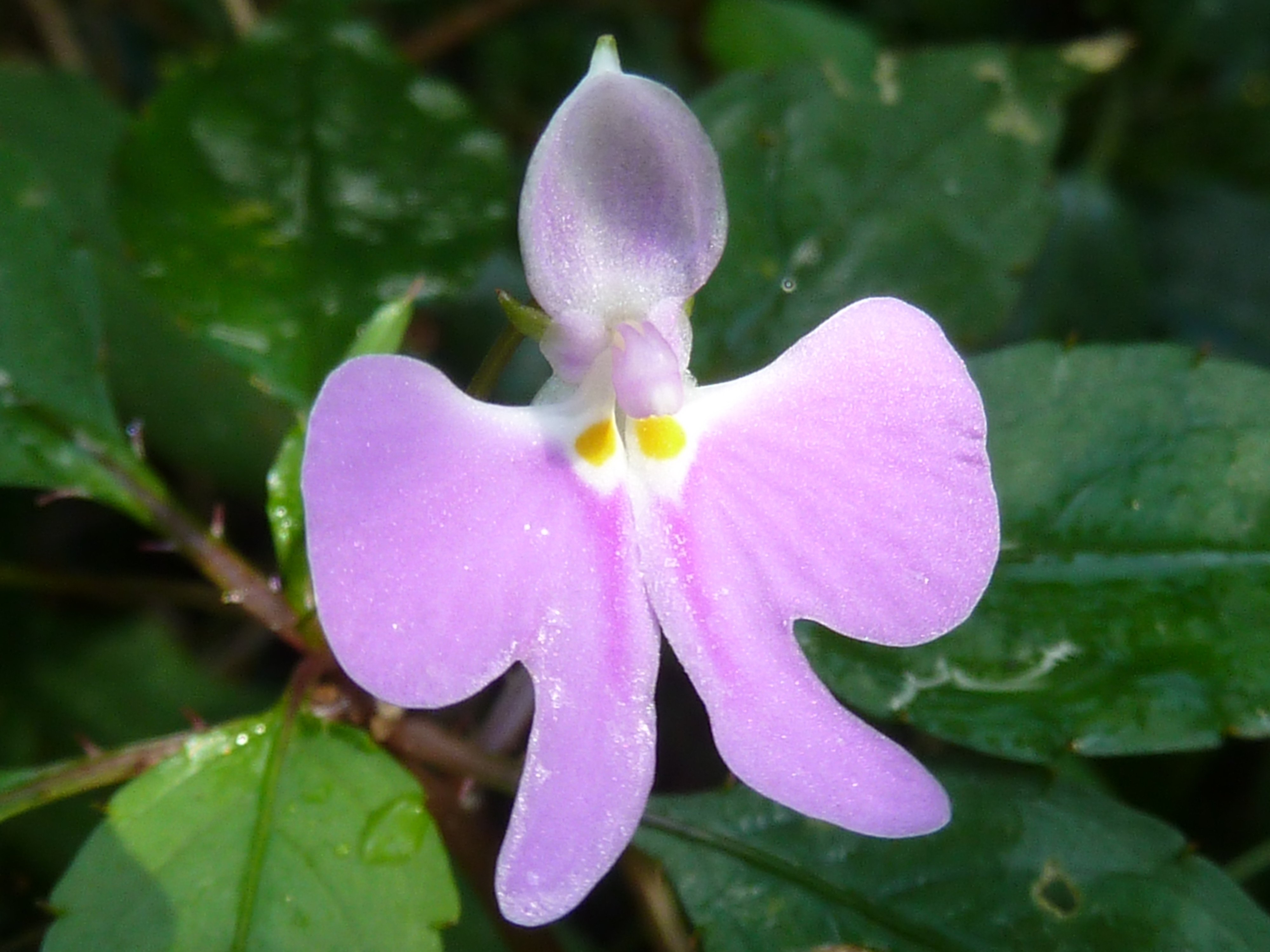
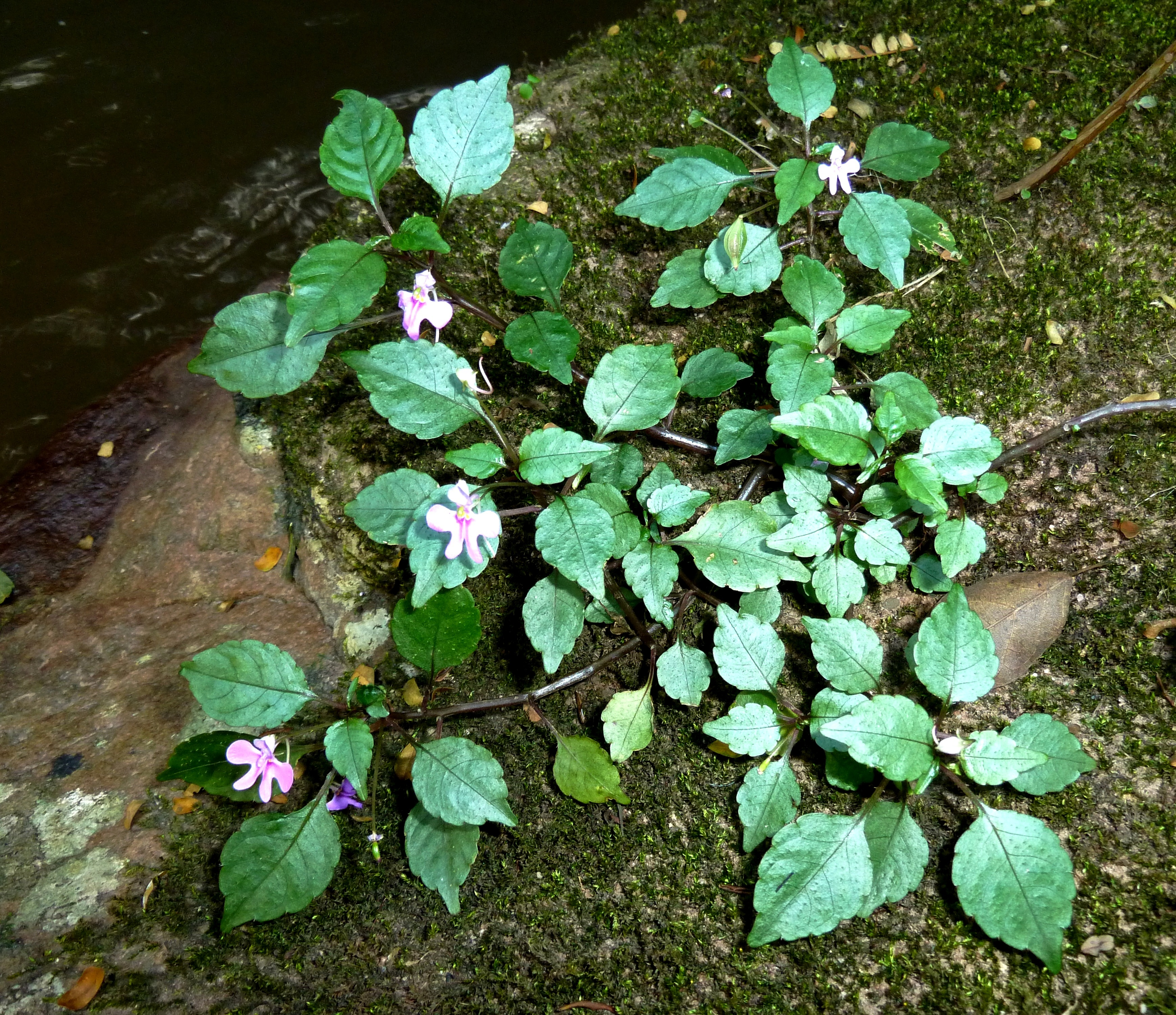